# 奇緣3
奇緣3是美國曼克頓區一間著名的食肆。餐廳最出名的是於2007年及2012年分別創製了全球最貴的雪糕甜品及漢堡包而被列入健力士世界紀錄大全。同時，2001年美國上畫的浪漫電影美國情緣在此餐廳取景，間接將此餐廳介紹給全世界。